# Échangeur de la Landette
 (juin 2025).
Motif : Pas de sources. Voir Discussion:Échangeur de Shimukappu/Admissibilité.
- Archive Wikiwix
- Bing
- Cairn
- DuckDuckGo
- E. Universalis
- Gallica
- Google
- G. Books
- G. News
- G. Scholar
- Persée
- Qwant
- (zh) Baidu
- (ru) Yandex
- (wd) trouver des œuvres sur Wikidata

| 1. | Préciser le motif de la pose du bandeau. | Précisez le motif de la pose du bandeau en utilisant la syntaxe suivante : {{admissibilité à vérifier\|date=juin 2025\|motif=remplacez ce texte par le motif}}                                |
| 2. | Informer les utilisateurs concernés.     | Pensez à avertir le créateur de l'article, par exemple, en insérant le code ci-dessous sur sa page de discussion : {{subst:avertissement admissibilité à vérifier\|Échangeur de la Landette}} |

L'échangeur de la Landette assure la desserte ouest de La Roche-sur-Yon. Il est situé au niveau du lieu-dit de la Landette, sur la commune des Clouzeaux.
L'accès par l'autoroute A87 se fait depuis la sortie :  33 La Roche-sur-Yon Ouest.

## Échangeur
L'échangeur dessert :
- Les communes de Venansault, Les Clouzeaux, Landeronde.
- Le Contournement Nord de La Roche-sur-Yon.
- La RD 160 vers Les Sables-d'Olonne.
- Le Contournement Sud de La Roche-sur-Yon.